# Happy Camp (Californie)
Happy Camp est une census-designated place du comté de Siskiyou, dans l'État de Californie, aux États-Unis,. En 2020, elle compte une population de 905 habitants.